# 中子活化
中子活化指將樣品用中子照射后，樣品中原子經中子俘獲而變得具有放射性的過程。俘獲中子後的原子核通常會立即衰變，釋放出中子、質子或阿爾法粒子同時生成新的活化產物。這些活化產物半衰期或長或短，從幾秒鐘到幾十年都有可能。核素鈷-60就是通過中子俘獲反應在核反應堆中製備
59
27Co
 + n → 60
27Co

鈷-60釋放出電子和伽馬射綫衰變成鎳-60，半衰期為5.27年。因爲其天然同位素鈷-59丰度為100%且容易獲得，因此鈷-60成爲一種易得、有效的放射源，廣泛用於放射性治療。
某些核素俘獲中子后會發生核裂變。輕元素中，只有鈹-9能吸收快中子，發生這樣的裂變：
9
4Be
 + n → 2(4
2He
) + 2n + energy
在中子通量高的地方，比如在核反應堆中，中子活化會引起材料的腐蝕。反應堆的内襯材料必須定時更換，換下來的内襯必須按照低放射性廢物處理。某些材料不易活化，所以合理選擇内襯材料可以減輕腐蝕問題，降低洩露風險。
某些元素極難以中子活化，因爲它們俘獲中子之後會變成更重但穩定的核素。這類元素包括氫、氦、碳、氮、氧、氖、硅、鈦、鉻、鉄和鉑。鎂、氪和水銀俘獲中子之後，要麽生成長壽核素，要麽只有低於10%的原子受到活化。要活化這些元素，中子通量必須足夠高。這些性質具有重要的實用意義。比如蒸汽和水只有在溶解了放射性溶質或與放射性物質混合后才會有放射性。因爲水很難活化，只要蒸餾便可以除去放射性污染。同理，生命過程中的大部分分子都很難被中子活化。當然這並不是說生物體可以抵抗中子輻射。
中子活化的實際應用是中子活化分析，一種高靈敏度的痕量分析方法。如果用高通量中子流（如核反應堆中，通量約為1011~1014n.cm-2.sec-1）約可檢測至0.1 ppb的濃度。加速器所生的低通量快中子也可檢測約1 ppm濃度。實際應用中，檢測靈敏度應隨實驗的條件以及被測核素而有所不同。中子活化分析還很少需要或不需要樣品製備環節，對於複雜物質的分析得心應手。最後，中子活化分析是一種“無損”分析法，可以做表面和微區分析，因此可以用來分析古董、藝術品以及法醫鑑定。這種分析方法是1936年由喬治‧德‧海韋西（George Hevesy）和希爾德‧李維（Hilde Levi）首創。